# Mercano, le Martien
Pour plus de détails, voir Fiche technique et Distribution.
Mercano, le Martien est un film d'animation argentin de science-fiction humoristique réalisé par Juan Antin et sorti en Argentine en 2002.

## Synopsis
Un jour, l'animal domestique de Mercano le Martien est tué par une sonde venue de la Terre. Irrité, le Martien décide d'aller sur cette planète pour y faire une réclamation. Il arrive à Buenos Aires, où personne ne fait attention à lui.

## Fiche technique
- Titre : Mercano, le Martien
- Titre original : Mercano, el Marciano
- Réalisation : Juan Antin
- Studios de production : Malcriados, Universidad del Cine
- Distribution : Distribution Company (Argentine, tous supports), ASC Distribution (France, tous supports)
- Format : Couleur, 35 mm
- Son : stéréo Dolby Digital
- Pays :  Argentine
- Dates de sortie :
  - Argentine : 3 octobre 2002 (en salles)
  - France : 22 mars 2003 (Festival Cinémas d'Amérique latine de Toulouse)
- Durée : 87 minutes (Argentine), 72 minutes (France)

## Conception du film
Le long-métrage Mercano, le Martien est une adaptation pour le cinéma de la série télévisée du même nom créée par Juan Antin et ses étudiants à l'Universidad del Cine, une école de cinéma de Buenos Aires où Juan Antin était professeur. Le film a été rendu possible par la popularité de la série et ses ventes à l'étranger. Le film reprend l'esthétique de la série, qui se réclame du minimalisme technique et de l'humour acide de séries comme South Park.

## Récompenses
En 2002, Mercano, le Martien remporte le Prix du public au Festival international du film de Catalogne de Sitges. En 2003, le film remporte le Condor d'argent du Meilleur film d'animation aux Récompenses de l'association des critiques de films argentins.